# Lincoln High School
Lincoln High School é uma escola pública localizada em Warren, Michigan, pertencendo ao distrito de Van Dyke Public Schools.

## Ex-alunos notáveis
- Eminem, rapper, frequentou entre 1986 e 1989.[2]
- Eric Bischoff, promotor de wrestling e empresário.